# 給田 (世田谷区)
給田（きゅうでん）は、東京都世田谷区の町名。烏山地域烏山地区に属する。住居表示実施済み。現行行政地名は給田一丁目から給田五丁目。

## 地理
東京都世田谷区の北西部に位置し、北で北烏山、東で南烏山、南で上祖師谷の各町に隣接し、西は東京都調布市仙川町・緑ケ丘に、北は東京都三鷹市北野にそれぞれ隣接する。

### 河川

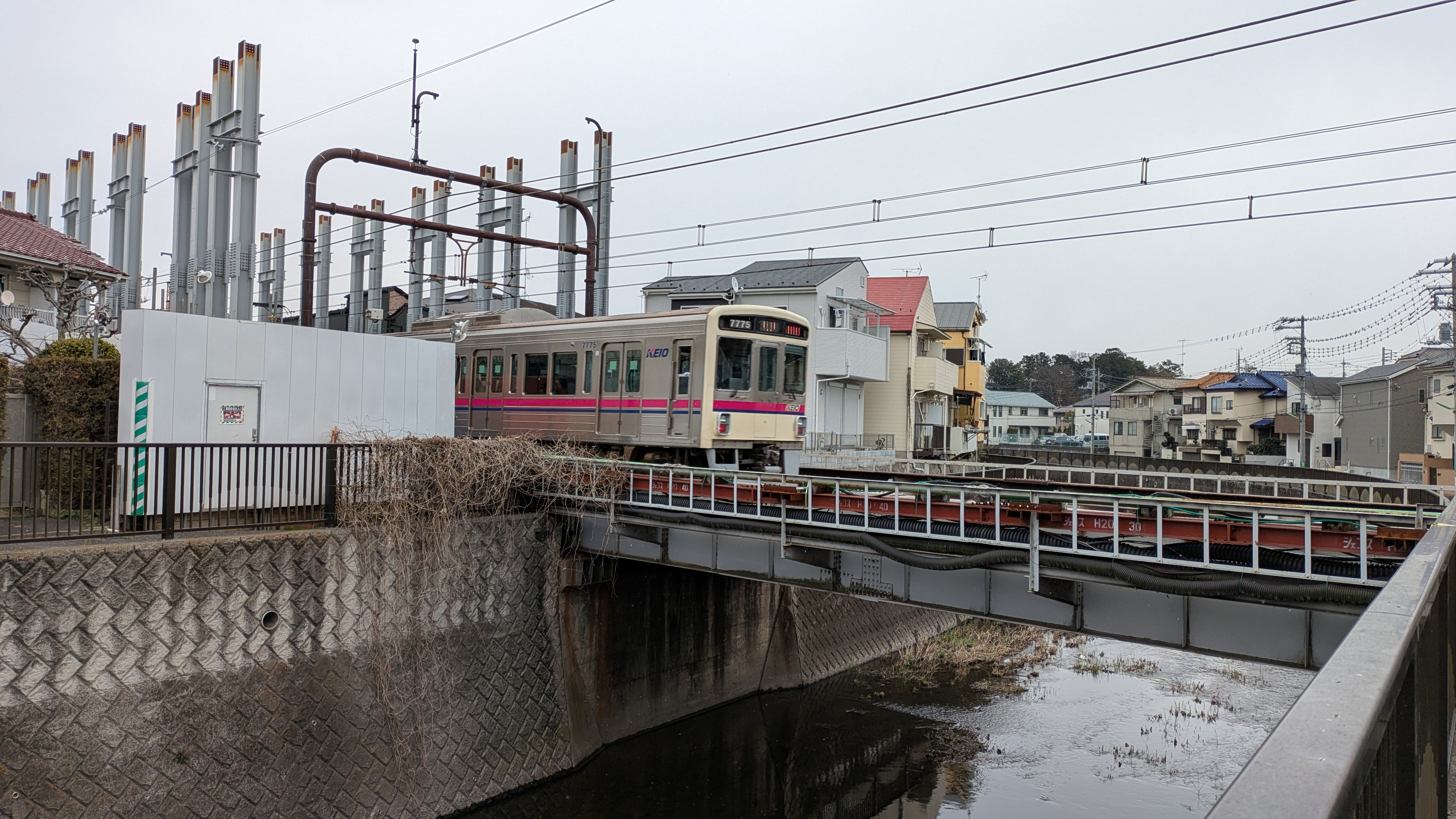
高架工事が進む京王線と仙川この仙川陸橋は高架工事の過程で架け替えられる。

- 仙川

### 地価
住宅地の地価は、2025年（令和7年）1月1日の公示地価によれば、給田2-6-17の地点で45万7000円/m2となっている。

## 歴史
江戸時代は多摩郡給田村。1889年（明治22年）、千歳村の大字となる。1936年（昭和11年）より世田谷区給田町。1970年（昭和45年）、住居表示により給田一-五丁目が成立した。

### 地名の由来
文字通り荘園制における給田を意味すると考えられるが、具体的な由来は伝わっていない。

## 世帯数と人口
2025年（令和7年）1月1日現在（世田谷区発表）の世帯数と人口は以下の通りである。
| 丁目       | 世帯数    | 人口     |
| ---------- | --------- | -------- |
| 給田一丁目 | 816世帯   | 1,450人  |
| 給田二丁目 | 719世帯   | 1,282人  |
| 給田三丁目 | 2,333世帯 | 3,929人  |
| 給田四丁目 | 1,826世帯 | 3,590人  |
| 給田五丁目 | 1,215世帯 | 2,715人  |
| 計         | 6,909世帯 | 12,966人 |

### 人口の変遷
国勢調査による人口の推移。
| 年                 | 人口   |
| ------------------ | ------ |
| 1995年（平成7年）  | 10,001 |
| 2000年（平成12年） | 11,336 |
| 2005年（平成17年） | 11,447 |
| 2010年（平成22年） | 12,374 |
| 2015年（平成27年） | 12,687 |
| 2020年（令和2年）  | 13,401 |

### 世帯数の変遷
国勢調査による世帯数の推移。
| 年                 | 世帯数 |
| ------------------ | ------ |
| 1995年（平成7年）  | 4,513  |
| 2000年（平成12年） | 5,395  |
| 2005年（平成17年） | 5,668  |
| 2010年（平成22年） | 6,140  |
| 2015年（平成27年） | 6,216  |
| 2020年（令和2年）  | 6,665  |

## 学区
区立小・中学校に通う場合、学区は以下の通りとなる（2024年8月現在）。
| 丁目       | 番地     | 小学校               | 中学校                   |
| ---------- | -------- | -------------------- | ------------------------ |
| 給田一丁目 | 全域     | 世田谷区立烏山小学校 | 世田谷区立上祖師谷中学校 |
| 給田二丁目 | 全域     | 世田谷区立烏山小学校 | 世田谷区立上祖師谷中学校 |
| 給田三丁目 | 1～24番  | 世田谷区立烏山小学校 | 世田谷区立上祖師谷中学校 |
| 給田三丁目 | 25〜34番 | 世田谷区立給田小学校 | 世田谷区立上祖師谷中学校 |
| 給田四丁目 | 全域     | 世田谷区立給田小学校 | 世田谷区立上祖師谷中学校 |
| 給田五丁目 | 全域     | 世田谷区立給田小学校 | 世田谷区立上祖師谷中学校 |

## 交通

### 鉄道
| 隣接する街区の駅                           |
| ------------------------------------------ |
| 京王線 - 千歳烏山駅(KO 12) - 仙川駅(KO 13) |

- 東の千歳烏山駅・西の仙川駅が利用できる。

### バス
- 北側には関東バス荻58（荻窪駅南口 - 北野）が、南側には京王バス東・丘22（つつじヶ丘駅北口 - 千歳船橋駅）が走る。後者は出入庫便であり、本数が少ない。

### 道路
- 中央自動車道 - 北辺を通る。出入口は設置されていない。
- 国道20号（甲州街道）
- 東京都道117号世田谷三鷹線（吉祥寺通り）

## 事業所
2021年（令和3年）現在の経済センサス調査による事業所数と従業員数は以下の通りである。
| 丁目       | 事業所数  | 従業員数 |
| ---------- | --------- | -------- |
| 給田一丁目 | 17事業所  | 260人    |
| 給田二丁目 | 12事業所  | 233人    |
| 給田三丁目 | 102事業所 | 745人    |
| 給田四丁目 | 43事業所  | 449人    |
| 給田五丁目 | 46事業所  | 579人    |
| 計         | 220事業所 | 2,266人  |

### 事業者数の変遷
経済センサスによる事業所数の推移。
| 年                 | 事業者数 |
| ------------------ | -------- |
| 2016年（平成28年） | 189      |
| 2021年（令和3年）  | 220      |

### 従業員数の変遷
経済センサスによる従業員数の推移。
| 年                 | 従業員数 |
| ------------------ | -------- |
| 2016年（平成28年） | 1,861    |
| 2021年（令和3年）  | 2,266    |

## 施設
- 世田谷区給田地区会館
- 佼成学園女子中学校・高等学校
- 世田谷区立給田小学校
- 世田谷区立烏山小学校
- 佼成学園幼稚園
- 世田谷区立給田幼稚園
- 給田保育園
- 世田谷給田郵便局
- 成城消防団地域活動センター
- 第一生命相娯園（第一生命総合運動場）
  - 第一生命相娯園グランド
  - 光風亭 - 旧馬場家烏山別邸
  - 蒼梧記念館 - 旧矢野家住宅
  - 見心寮 - 独身寮
- 東京都住宅供給公社給田北住宅
- 給田西住宅
- 六所神社
- 真光寺

## ゆかりのある人物
- 坂本龍一（音楽家）

## その他

### 日本郵便
- 郵便番号 : 157-0064[2]（集配局 : 成城郵便局[14]）。